# Alfred Ernest Schuyler
Alfred Ernest Schuyler (Filadelfia, 10 de julio de 1935-23 de julio de 2025) fue un botánico estadounidense, experto taxónomo en el género Scirpus.
Ha desarrollado actividades científicas en la Academia de Filadelfia de Ciencias Naturales.
- La abreviatura «Schuyler» se emplea para indicar a Alfred Ernest Schuyler como autoridad en la descripción y clasificación científica de los vegetales.[2]